# Jerevpillea, Ivankiv
Jerevpillea (în ucraineană Жеревпілля) este un sat în comuna Rozvajiv din raionul Ivankiv, regiunea Kiev, Ucraina.

## Demografie
Componența lingvistică a localității Jerevpillea
     Ucraineană (97,92%)
     Rusă (1,82%)
     Alte limbi (0,26%)
Conform recensământului din 2001, majoritatea populației localității Jerevpillea era vorbitoare de ucraineană (97,92%), existând în minoritate și vorbitori de rusă (1,82%).